# IKZF1
L'IKZF1 (pour « Ikaros Zinc finger protein 1 » est une protéine à doigt de zinc, jouant un rôle de facteur de transcription. Son gène est le IKZF1 situé sur le chromosome 7 humain.

## Rôle
Il intervient dans la différenciation des lymphocytes. Il interagit avec le promoteur du gène de la terminal deoxynucleotidyl transferase, favorisant sa transcription. Il se fixe particulièrement sur la zone péri-centromérique des chromosomes.

## En médecine
Une mutation du gène provoque un type d'hypogammaglobulinémie commune d'expression variable.
L'iberdomide favorise la destruction de l'IK7F1 et pourrait contribuer, par ce biais, au traitement du lupus érythémateux disséminé.